# Leonilla zu Sayn-Wittgenstein

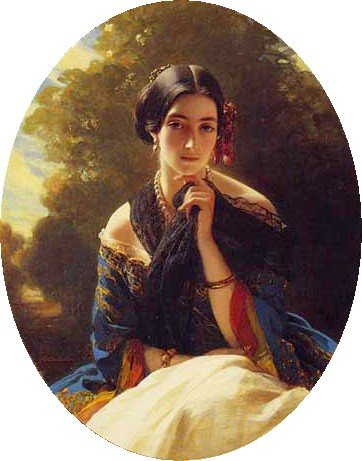
Leonilla zu Sayn-Wittgenstein, Porträt von Franz Xaver Winterhalter

Leonilla Iwanowna Barjatinskaja, Fürstin zu Sayn-Wittgenstein-Sayn (russisch: Леонилла Ивановна Барятинская; * 9. Mai 1816 in Moskau, Russisches Kaiserreich; † 1. Februar 1918 in Lausanne, Schweiz) war eine russische Adlige und durch Heirat Fürstin zu Sayn-Wittgenstein-Sayn.

## Leben
Leonilla Iwanowna Barjatinskaja wurde am 9. Mai 1816 in Moskau geboren. Sie war die Tochter von Iwan Iwanowitsch Barjatinskij, der aus einer der einflussreichsten russischen Adelsfamilien Barjatinski stammte, und dessen Ehefrau Marie Wilhelmine Barjatinskaja, geb. von Keller. Ihre Großmutter väterlicherseits war somit Katharina von Holstein-Beck, ihre Großeltern mütterlicherseits der deutsche Diplomat Christoph von Keller und Amalie Louise zu Sayn-Wittgenstein-Ludwigsburg. Ihre Kindheit verbrachte Leonilla zunächst im Schloss Marino bei Iwanowskoje (Kursk). Ihre Mutter diente der Zarin Alexandra Feodorowna als Hofdame. Mit neun Jahren wurde auch Leonilla an den russischen Zarenhof nach St. Petersburg gebracht.
Am 23. Oktober 1834 heiratete sie ihren Cousin Ludwig Adolf Friedrich zu Sayn-Wittgenstein-Sayn, der ein Aide-de-camp des russischen Zaren war. Die Ehe war von der Zarin arrangiert worden. Ludwig war ein russischer Aristokrat deutscher Abstammung, der in Russland als Lew Petrowitsch Wittgenstein bekannt war. Ludwig war durch Schenkungen seines Vaters und das Erbe seiner verstorbenen ersten Ehefrau, Stefanie Radziwiłł, zum größten Grundbesitzer Russlands geworden. Ihm gehörten rund 1,3 Millionen Hektar Land, die von 100.000 Leibeigenen bewirtschaftet wurden. Ludwig und Leonilla setzten sich beide stark für die Abschaffung der Leibeigenschaft und mehr soziale Gerechtigkeit ein. Aus seiner ersten Ehe hatte Ludwig zwei Kinder: Peter und Marie, die Chlodwig zu Hohenlohe-Schillingsfürst, den späteren deutschen Reichskanzler, heiratete. Leonilla und Ludwig hatten vier gemeinsame Kinder.
1848 verließen Leonilla und Ludwig Russland, da Ludwig nach dem Tod seines Vaters in Ungnade gefallen war. Ludwig hatte als Dekabrist gegen Zar Nikolaus I. protestiert, nur der Einfluss seines Vaters hatte ihn vor einer Verurteilung bewahrt. In Deutschland angekommen erhielt Ludwig von Friedrich Wilhelm IV. von Preußen die Ruine der Stammburg Sayn als Geschenk, weshalb er daraufhin den Titel Fürst zu Sayn-Wittgenstein-Sayn führen durfte. Die Familie bezog Schloss Sayn, außerdem wurde ein auf dem Gelände liegendes Herrenhaus gekauft. Ludwig und Leonilla ließen das im Kern mittelalterliche und später barock umgestaltete Herrenhaus im Stil der Neugotik umbauen und erweitern. An der Ostseite wurde von 1860 bis 1862 von Hermann Nebel eine Doppelkapelle nach dem Vorbild der Sainte-Chapelle errichtet, wo das Armreliquiar der Heiligen Elisabeth, deren direkte Nachkommin Leonilla war, aufbewahrt wird. Gegenüber der Kapelle ließ Leonilla ein Kloster zur Betreuung der Kinder und Alten des Ortes errichten, das Leonilla-Stift. Sie kümmerte sich um die verarmte Bevölkerung, verschenkte Schuhe und Kleidung und sicherte gemeinsam mit ihrem Mann durch stete Aufträge den Lebensunterhalt der lokalen Hüttenarbeiter.
Neben dem Schloss in Sayn besaßen Ludwig und Leonilla auch Stadtpalais in Berlin, Paris und Rom, die sie bei Besuchen an den Höfen befreundeter Monarchen nutzten. Nachdem ihr Mann 1866 in Cannes einem Nervenleiden erlegen war, zog Leonilla nach Lausanne, wo sie im Stadtteil Ouchy die Villa Mon Abri kaufte. Mit der Zustimmung ihres Ehemanns konvertierte Leonilla am 24. Juni 1847 vom orthodoxen Glauben zum Katholizismus. Ihr christlicher Glaube beeinflusste sie stark, vor allem nach dem Tod ihres Mannes widmete sie sich stark dem Mäzenatentum und der Nächstenliebe. 1876 ließ sie auf ihrem Grund eine private Kapelle errichten. Leonilla starb 1918 mit 101 Jahren in ihrer Villa am Genfer See. Sie wurde in der Sayner Schlosskapelle beigesetzt.

## Ehe und Nachkommen
Aus ihrer Ehe mit Ludwig Adolf Friedrich zu Sayn-Wittgenstein-Sayn hatte Leonilla vier Kinder:
- Theodor Friedrich (* 3. April 1836; † 19. Mai 1909), 1876–1879 3. Fürst zu Sayn-Wittgenstein-Sayn ⚭ 1. am 16. Juni 1868 in Sopron (Ödenburg)  (Scheidung 18. Oktober 1871) Pauline Lilienthal († 1903) Nachkommen nobliert unter „von Falkenberg“; ⚭ 2. am 19. Juli 1877 Biebrich Wilhelmine Hagen (* 22. Februar 1854; † 2. August 1917)

- Ludwig (* 15. Juli 1843; † 28. Februar 1876) 2. Fürst zu Sayn-Wittgenstein-Sayn ⚭ 6. Dezember 1867 Amalie Lilienthal (* 26. Oktober 1847; † 28. November 1921)

- Antoinette (* 12. März 1839; † 17. Mai 1918) ⚭ 1. September 1857 Prinz Don Mario Chigi della Rovere Albani (* 1. November 1832; † 4. April 1914) (Eltern von Ludovico Chigi Albani della Rovere)
- Alexander (* 4. Juli 1847; † 12. August 1940), 1879–1883 4. Fürst zu Sayn-Wittgenstein-Sayn ⚭ 1. am 14. Juni 1870 Paris Marie Auguste Yvonne de Blacas d’Aulps (* 2. Januar 1851; † 21. Oktober 1881); ⚭ 2. (morganatisch) am 31. März 1883 in London Helene Królikowska (* 17. Juli 1854; † 29. November 1931) Nachkommen nobliert unter „von Hachenburg“

## Porträts von Franz Xaver Winterhalter

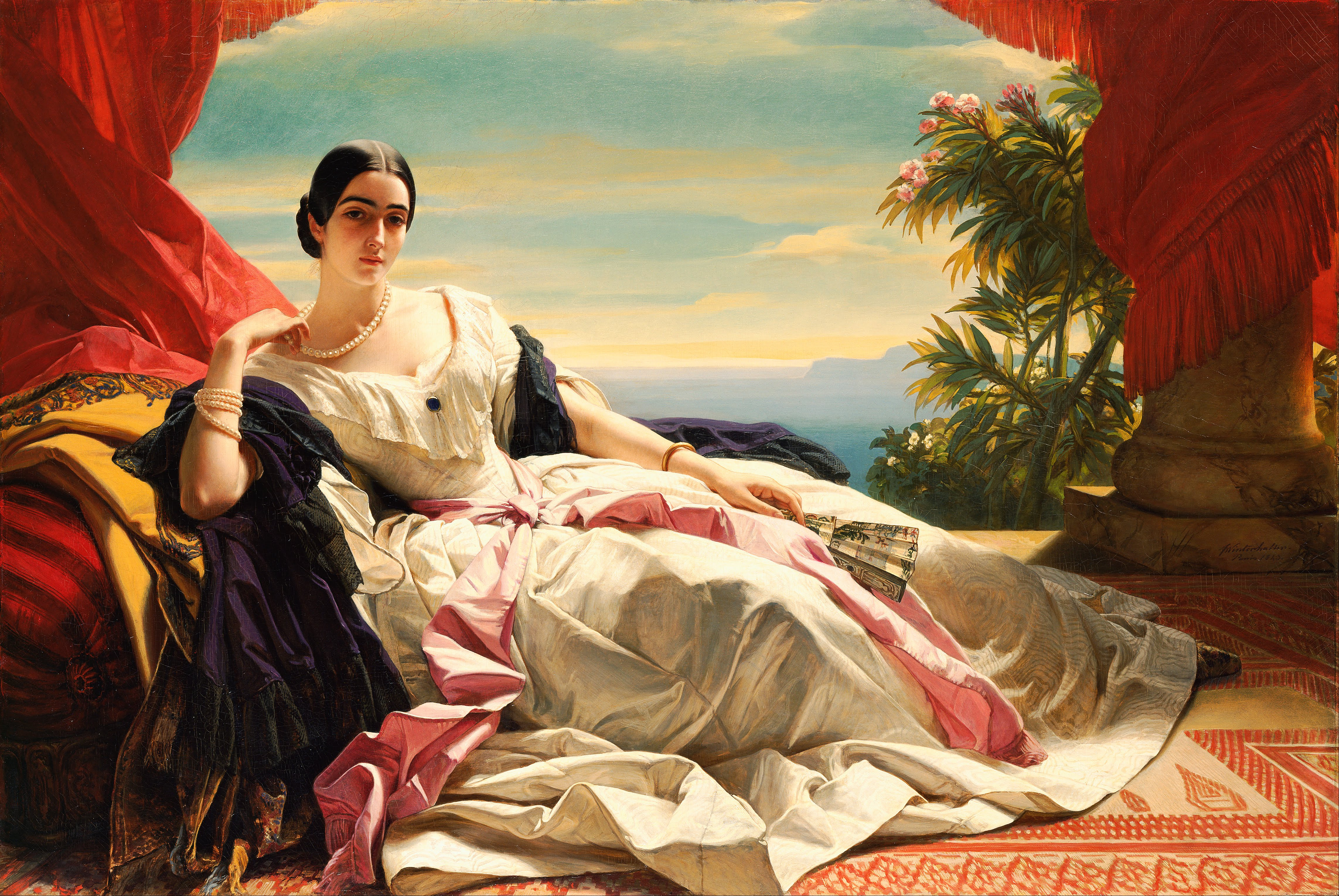
Leonilla Fürstin zu Sayn-Wittgenstein-Sayn (1843), Öl auf Leinwand, 142 × 212 cm, J. Paul Getty Museum, Los Angeles.

Leonilla war für ihre Schönheit und Intelligenz bekannt, weshalb sie mehrfach von Franz Xaver Winterhalter porträtiert wurde. Das bekannteste Bild befindet sich momentan im J. Paul Getty Museum in Los Angeles. Es ist auf 1843 datiert und, ungewöhnlich für Winterhalter, recht gewagt.
Leonilla liegt auf einem türkischen Sofa auf einer Veranda, die einen Ausblick auf eine üppige Landschaft gewährt, vermutlich das Schloss Wittgenstein auf der Krim, wenngleich das Porträt in Paris angefertigt wurde. Leonillas Pose ähnelt einer Haremsszene. Vermutlich war das Porträt von Jacques-Louis Davids Porträt von Madame Récamier (1800) und Ingres’ Die Große Odaliske (1819) beeinflusst. Leonilla trägt ein luxuriöses Kleid aus elfenbeinfarbener Seide, mit einer rosa Schärpe um die Taille. Ein dunkler Mantel hängt über ihrem Rücken und ihren Armen. Sie blickt lasziv zum Betrachter, während sie mit der Perlenkette, die um ihren Hals hängt, spielt.
Das zweite, ovale Porträt ist nicht datiert. Es misst 97 × 79 cm und befindet sich im Privatbesitz der Nachkommen der Fürstin. Vermutlich wurde es 1836 in Rom angefertigt, als Winterhalter die Fürstin und ihren Mann getroffen und von beiden Porträts angefertigt hat.